# Eleição presidencial da França em 1965
A eleição presidencial na França de 1965 foi realizada a 5 de dezembro e 19 de dezembro e serviu para eleger o Presidente da França.

## Análise
Estas foram as primeiras eleições directas para Presidente desde 1848. A eleição directa foi aprovada num referendo realizado em 1962, muito graças ao apoio de Charles de Gaulle.
Charles de Gaulle, presidente desde 1958, estava confiante que iria ganhar facilmente as eleições e, como tal, apenas anunciou a sua candidatura presidencial um mês antes das eleições.
Os partidos da esquerda francesa, encorajados pelos bons resultados nas legislativas de 1962, decidiram apoiar um só candidato, François Mitterrand, incluindo o Partido Comunista Francês, que assim, afastava-se do isolamento, a que estava vetado desde 1947.
Por fim, realçar a candidatura de Jean Lecanuet, apoiado diversos por partidos centristas e democratas-cristãos, que se opunham à linha eurocéptica e populista seguida por De Gaulle.
Os resultados eleitorais foram surpreendentes. Apesar da confiança de Charles de Gaulle numa vitória fácil, este ficou-se pelos 44,65% dos votos na primeira volta, o que, significa que teria que haver uma segunda volta. François Mitterrand foi a grande surpresa das eleições ao conquistar 31,72% dos voltos e, assim, confirmando os bons resultados que a esquerda francesa estava obtendo. O candidato democrata-cristão, Lecanuet, também obteve um bom resultado, obtendo 15,57% dos votos.
Na segunda volta, De Gaulle viria a ser eleito, com 55,20% dos votos contra os 44,80% de Mitterrand, mas esta magra vitória confirmava a perda de popularidade de Charles de Gaulle.

## Resultados oficiais
| Candidato               | Candidato                    | Partidos apoiantes             | 1ª Volta   | 1ª Volta        | 2ª Volta   | 2ª Volta        |
| Candidato               | Candidato                    | Partidos apoiantes             | Votos      | %               | Votos      | %               |
| ----------------------- | ---------------------------- | ------------------------------ | ---------- | --------------- | ---------- | --------------- |
|                         | Charles de Gaulle            | UNR                            | 10 828 521 | 44,65 / 100,00  | 13 083 699 | 55,20 / 100,00  |
|                         | François Mitterrand          | CIR, SFIO, PCF, PR, PSU        | 7 694 005  | 31,72 / 100,00  | 10 619 735 | 44,80 / 100,00  |
|                         | Jean Lecaunet                | MRP, CNIP                      | 3 777 120  | 15,57 / 100,00  |            |                 |
|                         | Jean-Louis Tixier-Vignancour | Independente (extrema-direita) | 1 260 208  | 5,20 / 100,00   |            |                 |
|                         | Pierre Marcilhacy            | Partido Liberal Europeu        | 415 017    | 1,71 / 100,00   |            |                 |
|                         | Marcel Barbu                 | Independente (esquerda)        | 279 685    | 1,15 / 100,00   |            |                 |
| Votos Inválidos         | Votos Inválidos              | Votos Inválidos                | 248 360    | 1,01 / 100,00   | 668 213    | 2,74 / 100,00   |
| Total                   | Total                        | Total                          | 24 502 916 | 100,00 / 100,00 | 24 371 647 | 100,00 / 100,00 |
| Eleitorado/Participação | Eleitorado/Participação      | Eleitorado/Participação        | 28 910 581 | 84,75 / 100,00  | 28 902 704 | 84,32 / 100,00  |